# Walter Bordellé
Walter Bordellé (né le 9 juillet 1918 et mort le 22 janvier 1984) est un officier de la Luftwaffe de la Seconde Guerre mondiale. Il a obtenu la très convoitée croix de chevalier de la croix de fer en 1944.

## Biographie
Walter Bordellé naît le 9 juillet 1918 à Metz, une ville de garnison animée d'Alsace-Lorraine. Avec sa ceinture fortifiée, Metz est alors la première place forte du Reich allemand, constituant une véritable pépinière de militaires d'exception. 

### Entre-deux-guerres
Dans les années 1930, alors que l'Allemagne nazie se réarme, Walter Bordellé se tourne naturellement vers le métier des armes. Sur les traces de Helmuth Bode et Joachim Pötter, le jeune Bordellé choisit de s'engager dans la nouvelle armée de l'air allemande, la Luftwaffe. À l’issue de sa formation de pilote, Walter Bordellé est affecté dans le transport aérien.

### Seconde Guerre mondiale
Affecté dans le Kampfgruppe 106, une unité de transport de la Luftwaffe, Bordellé est promu Oberleutnant, lieutenant, en mai 1941. Affecté ensuite dans la 4e escadrille du Kampfgruppe zbV. 800, un groupe de combat spécial, Walter Bordellé reçoit la croix allemande, en or, le 16 mars 1943. Toujours en escadron de transport, Bordellé effectue des centaines de missions au-dessus de l’Union soviétique, puis sur l’Italie. Le 26 mars 1944, le lieutenant Bordellé obtient la croix de chevalier de la croix de fer, en tant que Flugzeugführer, chef d’escadille, six mois après son compatriote Ludwig Weißmüller. Bordellé termine la guerre comme Staffelkapitän, chef d'escadrille. Il est crédité de centaines de missions de transport aérien.
Walter Bordellé s'éteignit le 22 janvier 1984, à Nuremberg.

## Décorations
- Croix de chevalier de la croix de fer le 26 mars 1944[4].
- Croix allemande en or, le 16 mars 1943[4].
- Croix de fer, IIe et Ire classes[4].
- Frontflugspange für Transportflieger[4].
- Flugzeugführerabzeichen[4].